# Valle de San Juan
El municipio de Valle de San Juan se encuentra sobre la vertiente oriental de la cordillera central, en la región nor-occidental del departamento del Tolima en Colombia. 

## Historia
Los sitios de ocupación prehispánicos (antes de la conquista) se ubicaron sobre pequeños abanicos de vertiente, desde los cuales dominaron el paisaje y tuvieron una observación permanente de sus referentes geográficos como el nevado del Tolima, la cordillera Central y el valle medio del río Magdalena, lo cual permite deducir relaciones culturales y comercio con comunidades del valle de ese río y el suroccidente del país.
Antes del asentamiento español, existió en el lugar un poblado llamado Itaima habitado por indígenas panches y aunque no se tiene noticia histórica de su fundación, algunos historiadores creen que fue en 1702 durante la presidencia de la Real Audiencia de Santafé de Bogotá de Don Diego de Córdoba y Lasso de la Vega. Los españoles conocedores de las inmensas riquezas en oro de estas gentes se establecieron allí como colonos.
En el año 1729 fue terminado el templo que hoy existe siendo el primer cura párroco Pbro. Juan de Herrera. El 7 de agosto de 1884 con la ley 42 fue elevado a la categoría de distrito. En 1860 y durante las guerras civiles fue destruida por el fuego haciéndole perder su categoría de distrito por el decreto No 650 del 13 de octubre de 1887, decreto que fue derogado por el No 70 de 1889.

## Geografía
El marco geográfico del municipio comprende una serie de vertientes de montaña, que articulan pequeñas áreas planas (abanicos) formadas por arrastre de materiales en épocas de lluvias, los cuales se localizan en los pie de monte y cuentan con agua permanente de pequeñas quebradas las cuales discurren en sentido perpendicular a la dirección del valle geográfico. 
El Municipio de Valle de San Juan está integrado por un suelo fértil, en el cual se denotan valles y llanuras y en el que se pueden ver extensos cultivos de maíz; su principal producto agrícola. También se encuentran ríos y quebradas que acompasan el paisaje, con un bosque de mediana altura.

### Límites municipales
| Noroeste: Rovira | Norte: San Luis         | Nordeste: San Luis Río Luisa |
| Oeste: Rovira    |                         | Este: San Luis               |
| Suroeste: Rovira | Sur: Ortega Río Cucuana | Sureste: San Luis            |

## Servicios públicos
- Energía Eléctrica: Celsia, es la empresa prestadora del servicio de energía eléctrica.
- Gas Natural: Alcanos de Colombia es la empresa distribuidora y comercializadora de gas natural en el municipio.